# Kekenboschiella awari
Kekenboschiella awari is een spinnensoort in de taxonomische indeling van de Mysmenidae.
Het dier behoort tot het geslacht Kekenboschiella. De wetenschappelijke naam van de soort werd voor het eerst geldig gepubliceerd in 1984 door L. Baert.